# Cantonul Fribourg
Cantonul Fribourg este un canton al Elveției. Se află în vestul țării. Capitala cantonului este la Fribourg. Numele Fribourg este francez, iar numele  Freiburg (ajutor·info) este cel german, atât pentru oraș, cât și pentru canton.

## Istoria
Pe malurile Lacurilor Neuchâtel și Morat s-au descoperit importante urme de așezări preistorice.
Cantonul Fribourg s-a alăturat Confederației elvețiene în 1481. E alcătuit din teritorii achiziționate de capitala Fribourg. Întinderea sa actuală datează din 1803 când Murten (Morat) a fost achiziționat. Cantonul Fribourg s-a alăturat ligii sparatiste a cantonaleor catolice în 1846 (Sonderbund). În anul următor, trupele sale s-au predat armatei federale.

## Geografia
Cantonul Fribourg se află în vestul Elveției. Se mărginește la vest cu Lacul Neuchâtel. La vest și la sud se află cantonul Vaud. La est de Fribourg se află cantonul Berna. Are mai multe enclave în cantonul Vaud. Suprafața sa, incluzând micile enclave, este de 1 671 km².
Cantonul se află pe Platoul Elvețian la o altitudine ridicată. Spre vest, pământul este plat, însă către sud-est, acesta se ridică spre o regiune deluroasă. Această regiune este denumită de obicei pre-Alpi. Cea mai înaltă altitudine din canton este la Vanil Noir cu 2 389 m.
Râul Saane/Sarine curge de la sud la nord prin canton. Împreună cu afluenții săi, drenează aproape întreg cantonul. Mai apoi, râul se varsă în râul Aare. Râul Broye drenează vestul cantonului, și curge spre nord-est în Lacul Morat (Murtensee). Sud-vestul cantonului aparține bazinului hidrografic al râului Veveyse care se varsă în Lacul Geneva (Le Léman).

## Economia
Agricultura este foarte importantă în cantonul Fribourg. Principalele activități agricole sunt creșterea vitelor și procesarea lcatatelor. Fabricarea brânzei este o industrie dezvoltată, în special în districtul La Gruyère, unde se fabrică brânza cu același nume. Printre celelalte produse agricole se numără tutunul, fructele și cerealele. Agricultura este predominantă în nordul cantonului, unde se află și cele mai fertile soluri.
Există o industrie ușoară, concentrată în jurul capitalei Fribourg. Alte centre ale industriei ușoare sunt la Bulle, Villars-sur-Glâne, Düdingen (Guin), Murten (Morat) și Estavayer-le-Lac. Aceste cinci centre au de asemenea un mare număr de firme de dimensiuni mici și mijlocii, multe în sectorul serviciilor. Activitatea forestieră este de asemeenea importantă, mai ales în districtul La Gruyère (Greyerz).
În districtul La Sarine se află uzinele de producere a energiei electrice, pentru uz intern sau export. Zonele montane sunt atractive printre turiști întreg anul. Regiunea lacurilor este frecventată în special vara și toamna.

## Transporturile
Cantonul Fribourg este bine legat de alte zone din Elveția cu autostrăzi A1, A12 și legături de cale ferată rapidă. Principala cale ferată dintre Geneva și Lausanne în sud-vest către Berna și Zürich leagă Fribourg de alte centre din țară.

## Demografia
Cantonul este predominant romano-catolic, aici aflându-se mai multe mănăstiri și așezăminte religioase. Fribourg este situat la frontiera lingvistică a Elveției. Două treimi din populație vorbesc franceza și o treime dialecte alemane de limbă germană. Zonele francofone se află în vestul cantonului, iar cele germanofone în est. Există de asemenea mai multe orașe bilingve. În 2002, cantonul avea o populație de 239 100 locuitori.